# Ulica Parkowa w Niepołomicach
Ulica Parkowa – zabytkowa uliczka w Niepołomicach, na terenie osiedla administracyjnego Śródmieście. Znajduje się ona w ścisłym centrum miasta, na zachód od Zamku Królewskiego. Od strony północnej sąsiaduje z Parkiem Miejskim.
Ulica Parkowa biegnie od ulicy 3 Maja do ulicy Zamkowej, łącząc Ratusz z Zamkiem. Ma 130 m długości, posiada nawierzchnię z kamienia, nazywaną kocimi łbami. Jest jednokierunkowa.
Ulica ukształtowała się po lokacji miasta w 1776 r. Pierwotnie była niezabudowana, obsadzona szpalerem drzew. Po jej północnej stronie ulokowano Park Miejski, natomiast południową zajmowały podwórka kamienic północnej pierzei Rynku. Po II wojnie światowej rozpoczęto zabudowę południowej strony. Wzniesiono ciąg parterowych kamieniczek, mieszących sklepy i punkty usługowe. Po północnej stronie, naprzeciw wylotu ulicy Mickiewicza ustawiono pomnik z napisem „Zginęli abyśmy mogli żyć”, poświęcony bohaterom walk o niepodległość Polski.